# Kokava nad Rimavicou
Kokava nad Rimavicou – wieś (obec) na Słowacji w kraju bańskobystrzyckim, w powiecie Poltár. 

## Położenie
Leży ok. 30 km na północ od Łuczeńca i 5 km na południowy wschód od Klenovca. Zabudowania wsi rozłożyły się w głębokiej dolinie Rimavicy, w Rudawach Weporskich. Od północy wznosi się nad nią szczyt Slopovo (853 m n.p.m.), od wschodnu - Bodnárka (833 m n.p.m.) a od zachodu Diel (934 m n.p.m.). Przez Kokavę biegnie generalnie równoleżnikowa droga nr 526, do której we wsi dochodzi od południa droga nr 595. Biegnie przez nią także linia kolejowa nr 117 A z Łuczeńca przez Brezničkę i Poltár do niedalekiego Utekáča.

## Historia
Pierwsze wzmianki o miejscowości pochodzą z roku 1481. W następnych wiekach jej właściciele zbudowali tu huty szkła, które działały aż do XX w., produkowano również potaż. W połowie XIX w. pracowały w Kokavie dwie papiernie i parowy tartak. W I połowie XX w. wśród robotników szklarni i bezrobotnych znaczne wpływy mieli komuniści oraz socjalistyczne związki zawodowe. W roku 1939 robotnicy wystąpili już jawnie przeciw klerykalno-faszystowskiemu reżimowi Jozefa Tiso.

## Demografia
Według danych z dnia 31 grudnia 2012, wieś zamieszkiwało 3000 osób, w tym 1506 kobiet i 1494 mężczyzn.
W 2001 roku rozkład populacji względem narodowości i przynależności etnicznej wyglądał następująco:
- Słowacy – 96,12%
- Czesi – 0,29%
- Niemcy – 0,03%
- Polacy – 0,03%
- Romowie – 2,12%
- Węgrzy – 0,22%

Ze względu na wyznawaną religię struktura mieszkańców kształtowała się w 2001 roku następująco:
- Katolicy rzymscy – 58,77%
- Grekokatolicy – 0,26%
- Ewangelicy – 20,05%
- Ateiści – 18,22%
- Nie podano – 1,76%